# Talen
Talen là một thị xã và là một nagar panchayat của quận Rajgarh thuộc bang Madhya Pradesh, Ấn Độ.

## Địa lý
Talen có vị trí 23°34′B 76°43′Đ / 23,57°B 76,72°Đ Nó có độ cao trung bình là 428 mét (1404 feet).

## Nhân khẩu
Theo điều tra dân số năm 2001 của Ấn Độ, Talen có dân số 9098 người. Phái nam chiếm 52% tổng số dân và phái nữ chiếm 48%. Talen có tỷ lệ 49% biết đọc biết viết, thấp hơn tỷ lệ trung bình toàn quốc là 59,5%: tỷ lệ cho phái nam là 61%, và tỷ lệ cho phái nữ là 35%. Tại Talen, 20% dân số nhỏ hơn 6 tuổi.